# Миколаєвка (Кагульський район)
Микола́євка (Ніколаєни, рум. Nicolaevca, Nicolăeni) — село в Кагульському районі Молдови, відноситься до комуни Ґаваноаса.
Село розташоване на річці Кагул.
У селі проживають молдовани, гагаузи та українці.
Згідно з переписом населення 2004 року кількість українців - 172 особи (23%).